# Hồ (họ)
Hồ (chữ Hán: 胡; bính âm: Hú, Hangul: 호; Romaja quốc ngữ: Ho) là họ của người thuộc ở vùng văn hóa Đông Á gồm Trung Quốc, Việt Nam và Triều Tiên.
Tại Cộng hòa Nhân dân Trung Hoa, họ Hồ xếp thứ 15 về độ phổ biến, theo một nghiên cứu năm 2006. Trong Bách gia tính, họ Hồ được xếp ở vị trí 158.
Tránh nhầm lẫn chữ "Hồ" (胡) của họ này với chữ "Hồ" (湖) mang nghĩa là "hồ nước" (do chữ Quốc ngữ chỉ có thể biểu âm, không biểu nghĩa được như chữ Hán và chữ Nôm).

## Tại Việt Nam
Ông tổ đầu tiên của họ Hồ ở Việt Nam là trạng nguyên Hồ Hưng Dật sống vào thế kỷ thứ X,vào thời Hậu Hán, quê gốc ở Chiết Giang (Trung Quốc) Ông sang làm thái thú Diễn Châu được vài năm thì loạn 12 sứ quân, ông đến hương Bàu Đột (nay là xã Quỳnh Lâm, huyện Quỳnh Lưu, tỉnh Nghệ An) lập nghiệp.
Tộc phả dòng họ Hồ sau đó bị thất truyền 11 đời (khoảng 300 năm) Đến đời 12 (ông Hồ Liêm) dời ra Thanh Hóa và đời 13 (ông Hồ Kha) ở Nghệ An, tộc phả mới liên tục.
Nhà thờ họ Hồ Đại tộc, tọa lạc tại thôn 4, xã Quỳnh Đôi, huyện Quỳnh Lưu, tỉnh Nghệ An.
Hàng năm con cháu họ Hồ tổ chức đại lễ dâng hương tại nhà thờ lớn của dòng họ vào ngày 12 tháng giêng âm lịch hằng năm.

### Hai Bà Trưng
- Hồ Đề (?-43), nữ tướng thời Hai Bà Trưng

### Nhà Hồ
- Hồ Quý Ly, hoàng đế đầu tiên của nhà Hồ
- Hồ Hưng Dật, tổ tiên của Hồ Quý Ly
- Hồ Hán Thương, Hồ Nguyên Trừng, con trai của Hồ Quý Ly

### Nhà Tây Sơn
- Hồ Phi Phúc, cha của anh em nhà Tây Sơn
- Hồ Thơm, tên khai sinh của Hoàng đế Quang Trung
- Nguyễn Nhạc, vua đầu tiên của Nhà Tây Sơn
- Nguyễn Lữ, tướng quân hậu cần Nhà Tây Sơn

### Các triều đại phong kiến khác của Việt Nam
- Hồ Thông, chỉ huy phó sứ thời vua Đinh Tiên Hoàng, có công dẹp loạn 12 sứ quân
- Hồ Tông Thốc, sử gia cuối thời Trần
- Hồ Sĩ Dương, tể tướng đời vua Lê Hy Tông
- Hồ Sĩ Đống, nhà thơ và quan đại thần nhà Lê trung hưng
- Hồ Thị Hoa, chính thất vua Minh Mạng, mẹ vua Thiệu Trị, bà nội vua Tự Đức
- Hồ Trọng Đính, danh thần đời vua Thiệu Trị
- Hồ Đắc Trung, tể tướng đời vua Tự Đức
- Hồ Sĩ Tạo, danh sĩ đời vua Tự Đức
- Hồ Thị Chỉ, hoàng phi của hoàng đế Khải Định
- Hồ Bá Ôn, phó bảng nhà Nguyễn tham gia kháng Pháp
- Hồ Huân Nghiệp, nhà nho thời nhà Nguyễn tham gia kháng Pháp
- Hồ Học (Hồ Như Học hay Thống Hay), chiến tướng phong trào Nghĩa hội Quảng Nam

### Chính trị gia từ lịch sử cận đại đến nay
- Hồ Tá Bang, nhà cải cách duy tân, một trong sáu sáng lập viên của công ty Liên Thành
- Hồ Tùng Mậu, đảng viên của hai Đảng Cộng sản Việt Nam và Đảng Cộng sản Trung Quốc, Tổng Thanh tra Chính phủ Việt Nam
- Hồ Học Lãm, chí sĩ Việt Nam thời kháng Pháp
- Hồ Hữu Tường, chính trị gia, nhà văn và nhà báo
- Hồ Hảo Hớn, Bí thư Thành Đoàn đầu tiên của Sài Gòn - Gia Định trong thời kỳ Chiến tranh Việt Nam
- Hồ Thị Bi, nữ chỉ huy quân sự lừng danh trong Chiến tranh Đông Dương
- Hồ Ngọc Lân, nhà hoạt động cách mạng Việt Nam trong Chiến tranh Đông Dương
- Hồ Nghinh, nhà cách mạng và chính trị gia Việt Nam thời cận đại.
- Hồ Ngọc Cẩn, đại tá trong quân lực Việt Nam Cộng hòa
- Hồ Trung Hậu, tướng lĩnh của Quân lực Việt Nam Cộng hòa
- Hồ Đức Việt, Ủy viên Bộ chính trị ban chấp hành trung ương Đảng Cộng sản Việt Nam khóa X, nguyên Trưởng ban Tổ chức Trung ương
- Hồ Viết Thắng, chính khách Việt Nam, nguyên ủy viên Trung ương Đảng Cộng sản Việt Nam, Bộ trưởng Bộ Lương thực (1979 - 1981).
- Hoàng Bích Sơn (tên thật Hồ Liên), nhà chính trị, nhà ngoại giao Việt Nam từ 1986 đến 1997
- Hồ Anh Dũng, nguyên ủy viên Trung ương Đảng Cộng sản Việt Nam, Tổng giám đốc đài truyền hình Việt Nam, Đại biểu quốc hội Việt Nam khóa X (1997-2002)
- Hồ Minh Mẫn, Bí thư Tỉnh ủy Cửu Long (1985 - 1989)
- Hồ Sỹ Tiến, nguyên Cục trưởng Cục Cảnh sát hình sự (C45) (2009 - 2018)
- Hồ Nghĩa Dũng, cựu Bộ trưởng Bộ Giao thông Vận tải Việt Nam (2006 - 2011)
- Hồ Xuân Hùng, chủ Tịch Tỉnh Nghệ An (2002 - 2005), thứ trưởng bộ nông nghiệp (2013 - 2018)
- Hồ Mẫu Ngoạt, trợ lý phụ trách văn phòng Tổng Bí thư Đảng Cộng sản Việt Nam (2011 - 2021), nguyên ủy viên Trung ương Đảng khóa XI.
- Hồ Thị Kim Thoa, thứ trưởng Bộ Công thương (2010 - 2017)
- Hồ Thanh Đình, Phó tổng cục trưởng Tổng cục thi hành Án hình sự Và Hỗ trợ Tư pháp Bộ Công an Việt Nam từ năm 2018
- Hồ Đức Phớc, bộ trưởng Bộ Tài chính
- Hồ Thị Hoàng Yến, nữ chính trị gia, chủ tịch HĐND tỉnh Bến Tre từ năm 2021
- Hồ Văn Mười, Chủ tịch Ủy ban nhân dân tỉnh Đắk Nông từ năm 2021

### Văn học - Nghệ thuật
- Hồ Xuân Hương, nữ thi sĩ danh nhân văn hóa thế giới
- Hồ Trọng Hiếu tức Tú Mỡ, nhà thơ
- Hồ Biểu Chánh, nhà văn miền Nam đầu thế kỷ XX
- Hồ Anh Thái, nhà văn, nhà ngoại giao, Chủ tịch Hội nhà văn Hà Nội
- Hồ Bắc, nhạc sĩ
- Hồ Khải Hoàn, nhà thơ, nhà văn, nhạc sĩ kiêm bác sĩ người Việt Nam
- Hồ Ngọc Hà, ca sĩ, người mẫu và diễn viên Việt Nam
- Hồ Quỳnh Hương, ca sĩ pop Việt Nam
- Hồ Quang Hiếu, ca sĩ nhạc trẻ Việt Nam
- Hồ Trung Dũng, nam ca sĩ người Việt Nam
- Don Hồ (Hồ Mạnh Dũng), ca sĩ người Mỹ gốc Việt
- Hồ Hoài Anh, nhạc sĩ - nghệ sĩ ưu tú của Việt Nam
- Hồ Văn Cường, ca sĩ nhạc dân ca Việt Nam
- Hồ Hoàng Yến, nữ ca sĩ người Mỹ gốc Việt

### Lĩnh vực khác
- Đa Minh Maria Hồ Ngọc Cẩn, nguyên Tổng giám mục Tổng giáo phận Huế
- Hồ Đắc Di, giáo sư, bác sĩ, hiệu trưởng đầu tiên của Đại học Y Hà Nội
- Hồ Ngọc Đại, Giáo sư về khoa học giáo dục
- Hồ Thiệu Trị, một trong các kiến trúc sư hàng đầu Việt Nam và khu vực, người từng thiết kế cải tạo nhà hát lớn Hà Nội (Việt kiều Pháp)
- Hồ Thị Kỷ, liệt sỹ anh hùng Việt Nam
- Hồ Quang Cua, Anh hùng Lao động Việt Nam
- Hồ Giáo, anh hùng lao động ngành chăn nuôi Việt Nam

- Hồ Hùng Anh, tỷ phú người việt nam, Chủ tịch Tập đoàn Techcombank.
- Hồ Xuân Năng, doanh nhân người Việt Nam
- Hồ Duy Hùng, doanh nhân
- Hồ Tấn Tài, tuyển thủ quốc gia Việt Nam

## Người Trung Quốc nổi tiếng

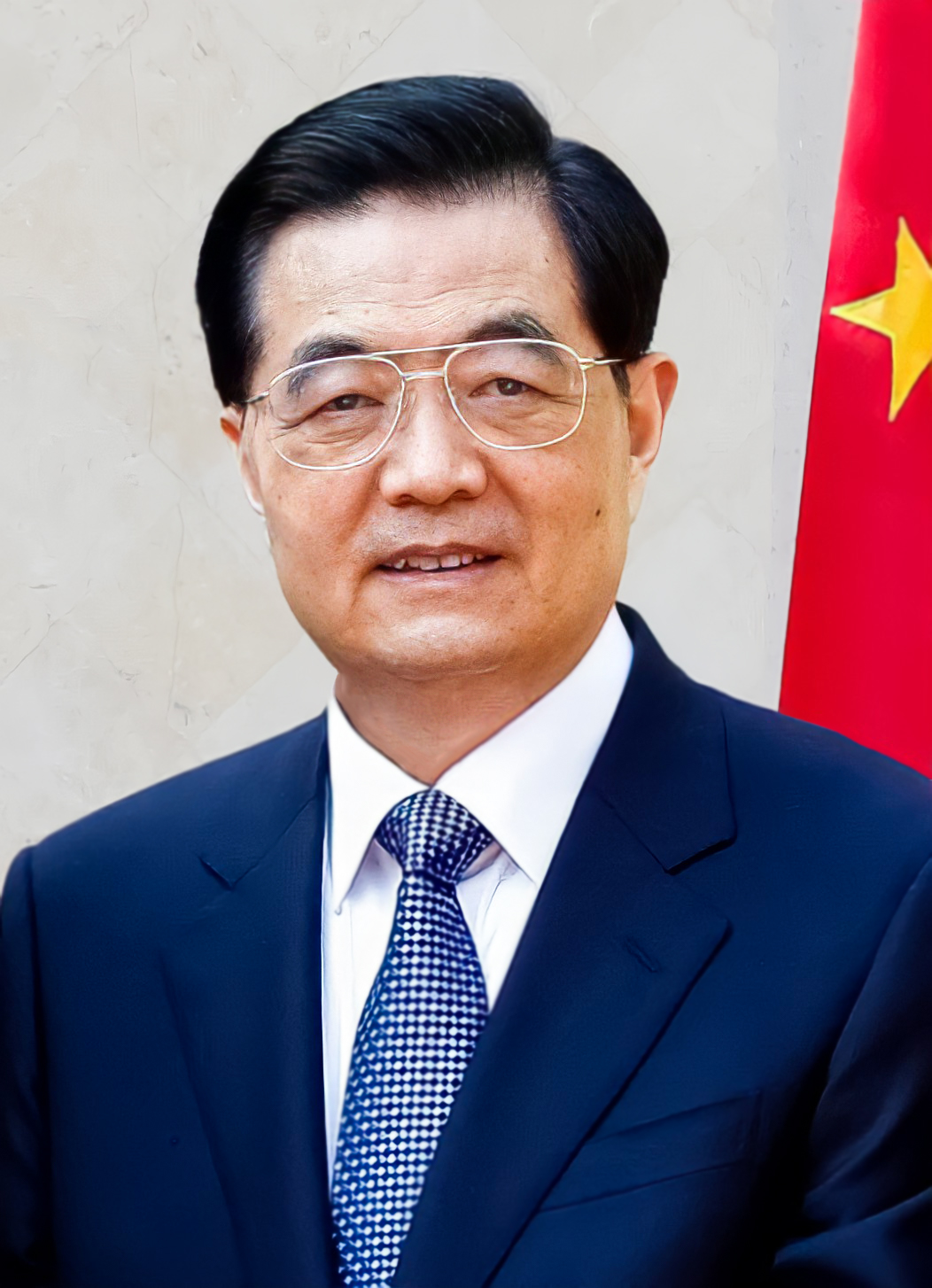
Hồ Cẩm Đào, Tổng Bí thư Đảng Cộng sản Trung Quốc, kiêm Chủ tịch nước Cộng hòa Nhân dân Trung Hoa

- Hồ Cẩm Đào, Tổng Bí thư Đảng Cộng sản Trung Quốc, kiêm Chủ tịch nước Cộng hòa Nhân dân Trung Hoa
- Hồ Hoàng Hậu, hoàng hậu thời Bắc Tề Vũ Thành Đế
- Hồ Duy Dung, Tể tướng thời Nhà Minh Trung Quốc
- Hồ Diệu Bang, Tổng Bí thư Đảng Cộng sản Trung Quốc, và Chủ tịch Ủy ban Trung ương Đảng Cộng sản Trung Quốc
- Hồ Hán Dân, Viện trưởng Lập pháp viện  Trung Hoa Dân quốc
- Hồ Liên, tư lệnh phòng thủ kim môn Quốc dân Đảng Trung Hoa
- Hồ Tông Nam, chủ tịch chính phủ Chiết Giang, Tham mưu trưởng quân đội Quốc dân Đảng Trung Hoa
- Hồ Duy Đức, nguyên thủ Trung Hoa Dân Quốc (1926)
- Hồ Hòa Bình (chính khách) Bí thư Tỉnh Ủy Tỉnh Thiểm Tây
- Hồ thái hậu (Bắc Ngụy) Hoàng Thái Hậu Nhiếp chính thời Bắc Ngụy
- Hồ Khải Lập, Chủ nhiệm Văn phòng Trung ương Đảng Cộng sản Trung Quốc
- Hồ Kiều Mộc, Chủ tịch Viện Khoa Học Xã Hội Trung quốc
- Hồ Thằng, phó Chủ tịch Ủy ban Quốc gia Hội nghị Hiệp thương Chính trị Nhân dân Trung Quốc
- Hồ Xuân Hoa, Phó Thủ tướng Quốc vụ viện Cộng hòa Nhân dân Trung Hoa, nguyên Bí thư Tỉnh ủy Quảng Đông
- Hồ Vinh Hoa, danh thủ cờ tướng 14 lần vô địch toàn Trung Quốc
- Hồ Ngạn Lâm, Đô đốc Hải quân Quân Giải phóng Nhân dân Trung Quốc.

### Diễn Viên Ca Sĩ

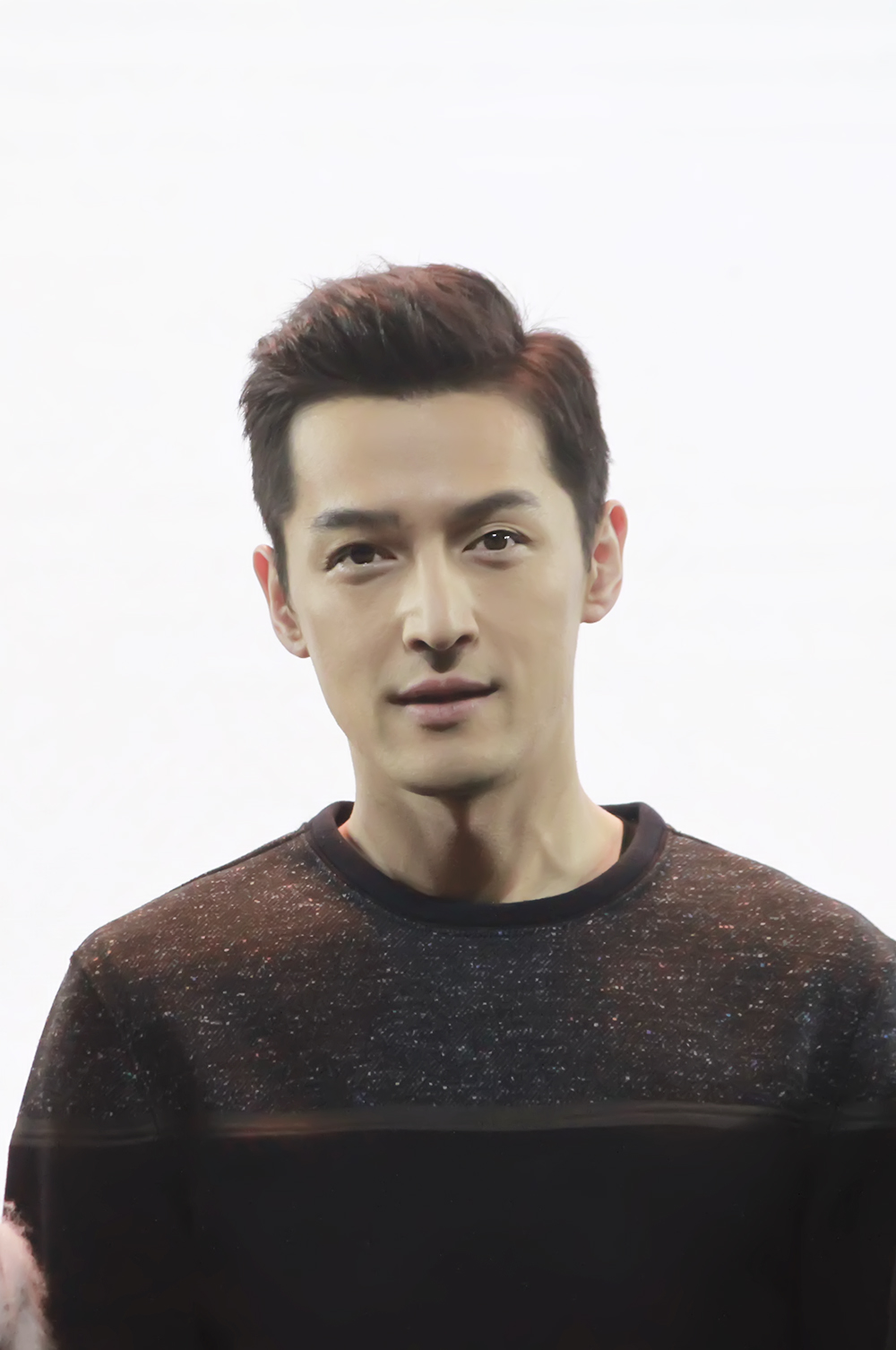
Hồ Ca Ca sĩ Diễn Viên Trung Quốc

- Hồ Ca Ca sĩ Diễn Viên Trung Quốc...
- Hồ Quân, diễn viên điện ảnh nổi tiếng Trung Quốc
- Hồ Nhất Thiên, diễn viên điện ảnh

- Hồ Hạnh Nhi, diễn viên truyền hình - diễn viên điện ảnh, diễn viên kịch nói, ca sĩ, người mẫu nổi tiếng người Hồng Kông.
- Hồ Tiên Hú, diễn viên Trung Quốc.